# Snowed In
Snowed In é um álbum da banda Hanson. É uma colectânea de covers de tradicionais músicas natalinas, lançado no Natal de 1997. Apenas três músicas foram escritas pela banda: "At Christmas", "Christmas Time" e "Everybody Knows The Claus".

## Faixas
1. "Merry Christmas Baby" (Lou Baxter, Johnny Moore) — 3:12
2. "What Christmas Means To Me" (Allen Story, Anna Gaye, George Gordy) — 3:43
3. "Little Saint Nick" (Brian Wilson, Mike Love) — 3:33
4. "At Christmas" (Isaac Hanson, Taylor Hanson, Zac Hanson) — 5:17
5. "Christmas (Baby Please Come Home)" (Phil Spector, Ellie Greenwich, Jeff Barry) — 3:20
6. "Rockin'Around The Christmas Tree" (Johnny Marks) — 2:38
7. "Christmas Time" (Mark Hudson, Isaac Hanson, Taylor Hanson, Zac Hanson) — 3:59
8. "Everybody Knows The Claus" (Isaac Hanson, Taylor Hanson, Zac Hanson) — 4:47
9. "Run Rudolph Run" (Johnny Marks, Marvin Brodie) — 3:11
10. "Silent Night Medley : O Holy Night, Silent Night, O Come All Ye Faithful" — 5:25
11. "White Christmas" (Irving Berlin) — 1:56

## Créditos

### Banda
- Isaac Hanson - guitarra, violão, vocal
- Taylor Hanson - teclado, órgão, wurlitzer, vocal
- Zac Hanson - bateria, percussão, vocal

### Músicos adicionais
- Mark Hudson - guitarra
- Andy Wright - teclado
- Chris Taylor - baixo
- Laurence Cttle - baixo
- Matthew Cordle - piano
- Nadia Lanman - violoncelo
- Ian kirkham - saxofone

### Produção
- Produtores - Mark Hudson, Hanson
- Arranjos - Mark Hudson, Hanson
- Programador - Andy Wright
- Mixagem - Tom Lord-Alge
- Produtor executivo - Hanson
- Engenheiros - Paul Wright, Ian Roberton
- Design - Richard Patrick
- Fotografia - Danny Clinch

## Posições nas Paradas
| Ano  | Posição na parada | Posição na parada | Posição na parada | Posição na parada | Certificação                                               |
| Ano  | EUA               | JP                | RU                | AUS               | Certificação                                               |
| ---- | ----------------- | ----------------- | ----------------- | ----------------- | ---------------------------------------------------------- |
| 1997 | 7                 | 24                | 87                | 3                 | - RIAA: Platina - Music Canada: Platina - ARIA: 2× Platina |